# クロウフット山
クロウフット山 (Crowfoot Mountain) とは、共に北アメリカ大陸のカナダ国内に存在する山である。

## 概要

### アルバータ州のクロウフット山

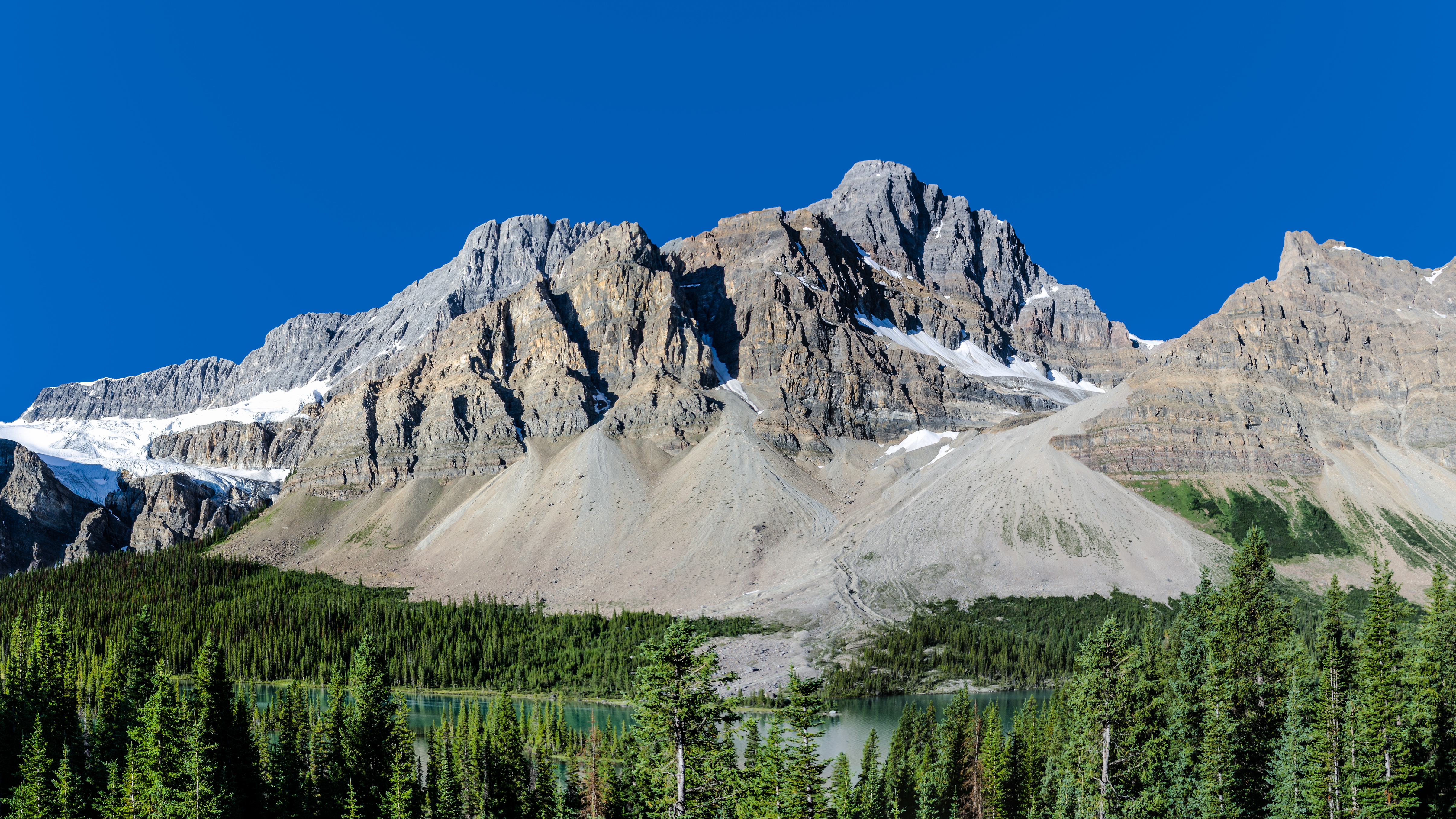
中央の山がアルバータ州のクロウフット山。なお、左側に白く見えるのはクロウフット氷河。

カナダのアルバータ州に存在するクロウフット山 (Mt. Crowfoot) は、おおよそ北緯51度37分30秒、西経116度26分00秒に位置する（この場所はバンフ国立公園に指定されている）。なお、クロウフット山の山頂の標高は3055メートルである。
北東斜面にクロウフット氷河が存在しているこの山の「クロウフット」という名称は、この氷河にちなんで1959年に命名されたものである。ただし、そうであるにもかかわらずクロウフット氷河は縮小の著しい氷河の1つであり、この氷河の名称の由来となったかつてこの氷河に見られた形状は、すでに融解して失われてしまっている。
なお、クロウフット山に初めて登頂したのは、まだ「クロウフット」という名称が付いていなかった1950年のことで、E. CromwellとG. Engelhardの2人パーティーによるものだったとされている。

### ブリティッシュコロンビア州のクロウフット山
カナダのブリティッシュコロンビア州にもクロウフット山 (Mt. Crowfoot) が存在する。この山は、北緯51度02分41分、西経119度14分21分付近に位置する。